# Carlo Geloso
Carlo Geloso (Palermo, 20 agosto 1879 – Roma, 23 luglio 1957) è stato un generale italiano.

## Biografia
Entrò nella Regia Accademia Militare di Artiglieria e Genio nel 1898, per uscirne da sottotenente di artiglieria nel 1901. Due anni dopo fu promosso a tenente presso il 3º Reggimento artiglieria da fortezza. Da capitano venne inviato a Zuara durante la guerra italo-turca e sul fronte giulio allo scoppio della Grande Guerra, durante la quale venne promosso al grado di maggiore e guadagnò tre Medaglie d'argento al valor militare durante la sesta e la decima battaglia dell'Isonzo e la prima croce dell'Ordine militare di Savoia. Promosso colonnello nel 1917, alla fine della guerra venne assegnato al comando del corpo di stato maggiore, prima di passare in ausiliaria speciale nel 1920.
Con l'avvento del fascismo venne richiamato in servizio presso la Commissione superiore di difesa. Dopo un periodo al comando del 6º Reggimento artiglieria pesante campale (1928-1931), rientrò nel corpo di stato maggiore, venendo promosso al grado di brigadiere generale d'artiglieria. Inviato in forza al Regio Corpo Truppe Coloniali della Somalia italiana nel 1936, partecipò alla guerra d'Etiopia dove, al comando della Divisione Speciale "Laghi", sconfisse il ras Destà Damtù ed occupò la regione dei Galla e Sidama, della quale assunse la carica di governatore e comandante militare.
Per la condotta tenuta durante la guerra e nella successiva fase di "pacificazione", venne promosso generale di divisione e ricevette la seconda croce dell'Ordine militare di Savoia. Promosso generale di corpo d'armata, dopo aver comandato nel 1938 il V Corpo d'armata, venne inviato in Albania, dove assunse il comando del XXVI Corpo d'Armata dal 1939 al 1940, prima di essere rimpatriato. In seguito alla disastrosa campagna di Grecia venne rimandato in Albania al comando dell'11ª Armata come generale designato d'armata, ottenendo il grado di generale d'armata solo nel 1942.
Coinvolto in uno scandalo ed entrato in contrasto con il generale tedesco Alexander Löhr, venne rimosso e sostituito con il generale Vecchiarelli dal 3 maggio del 1943 e messo a disposizione del Ministero della Guerra per l'inchiesta condotta dall'ammiraglio Domenico Cavagnari (42 pagine e 182 allegati probatori, fondo H5, busta 34, dell'ufficio storico SME, Roma). In pratica, Geloso e buona parte del suo comando d'armata furono inquisiti con accuse riguardanti traffici illeciti, contrabbando su larga scala, speculazione sui flussi monetari, corruzione, sfruttamento della prostituzione e relazioni sessuali non compatibili con la dignità del grado elevato ricoperto. Una trentina di ufficiali superiori furono trasferiti, come ad esempio i generali Adolfo Naldi, comandante da tre anni della 29ª Divisione fanteria "Piemonte", Ugo Marfuggi, intendente dell'armata, e Arturo Fortunato, comandante del genio dell'armata. Il generale Donato Tripiccione, capo di SM dell'armata, anche lui rimpatriato, si avvelenò a Roma il 1º giugno per il disonore.
Tuttavia lo scandalo fu soffocato per ragioni di opportunità e per solidarietà di casta e la cosa decadde presto per l'incalzare degli avvenimenti bellici generali.
Dopo l'armistizio di Cassibile venne catturato a Roma dai tedeschi ed internato nell'Offizierlager 64/Z di Schocken, dove venne liberato dai sovietici e trasferito a Char'kov. Rimpatriato il 9 ottobre 1945, rientrò brevemente in servizio nell'Esercito italiano, per essere collocato in congedo assoluto nel 1954. Morì a Roma il 23 luglio 1957.

## Controversie e rispetto dei diritti umani
Il generale Geloso fu ritenuto responsabile di una dura repressione verso le popolazioni e i ribelli etiopi nel corso della guerra e, soprattutto, della pacificazione (il suo nome è incluso nel libro verde dei criminali di guerra di cui il governo etiope chiese nel 1947, senza esito, l'estradizione); fu però in occasione della campagna di Grecia che si distinse particolarmente in negativo. In particolare emise una circolare, nel marzo 1943, in cui ordinava rappresaglie secondo il principio della "responsabilità collettiva": ovvero, in caso di attacco partigiano a colonne italiane, si sarebbe dovuto procedere alla fucilazione di massa dei maschi adulti (dai 14/15 anni in su) del centro abitato più vicino, che sarebbe stato dato alle fiamme, con la deportazione degli abitanti, la distruzione di campi e l'uccisione del bestiame.
Questo comportò le stragi di Domenikon (circa 140/150 morti di cui 97 "civili" e gli altri "fiancheggiatori" o "partigiani", incluse alcune donne); 40 furono i civili fucilati a Tsaritsani, numerosi altri anche a Domokos, Farsala, Oxinià ed in totale furono circa 200 i villaggi che, nel periodo del comando di Geloso, subirono rappresaglie, saccheggi, distruzioni e danneggiamenti deliberati. In questo Geloso intendeva allineare l'azione dell'esercito italiano in Grecia a quanto eseguito da Roatta nei Balcani. Coprì costantemente vari crimini di guerra compiuti da truppe italiane (ad esempio nella zona di Elassona), inclusi alcuni stupri di massa, furti, saccheggi. Il campo per internati militari greci a Larissa, in Tessaglia, che già si era distinto per la sua durezza, divenne un vero e proprio lager, con la morte, nei primi mesi del '43, di circa 1.000 internati per fame o fucilazione.
Inoltre nel corso del suo comando in Grecia avvennero numerosi fatti che, per quanto non di sua esclusiva responsabilità, comportarono condizioni gravissime per la popolazione civile, soprattutto perché le requisizioni alimentari (in particolare di grano) eseguite dal Regio Esercito furono moltiplicate, causando una estesa carestia che fu responsabile della morte di decine di migliaia di civili greci (forse tra il 1941 e il 1943 morirono tra le 200.000 e le 300.000 persone ed il solo inverno del 1941 potrebbe aver comportato 50.000 morti). Carlo Geloso non fu incluso nella prima lista di criminali di guerra di cui il governo greco chiedeva l'estradizione; però nel 1946, con la prematura comparsa della guerra fredda nei Balcani (in Grecia era in corso la guerra civile), il governo filo-occidentale intese lasciar cadere le richieste di estradizione ai danni dell'Italia (cancellandole completamente nel 1948); peraltro aveva comunicato già ai governi dell'URSS e della Jugoslavia che non intendeva procedere con alcuna estradizione, ma per indagini interne. Queste ultime non ebbero alcun esito e tutti i responsabili delle rappresaglie e delle fucilazioni in Grecia poterono essere graziati e dimenticati.